# Emperador Zhaozong de Tang
L'Emperador Zhaozong de Tang (xinès simplificat: 昭宗) (Chang'an 867 - 904) va ser el penúltim emperador de la Dinastia Tang i va regnar del 888 fins al 900.

## Biografia
L'emperador Zhaozang nascut amb el nom de Li Jie, que més tard va canviar per Li Min i després per Li Ye, va néixer el 31 de març de 867 a Chang'an (actual Xi'an) a la província de Shaanxi (Xina). Fill de l'emperador Yizong de Tang i l'emperadriu Gongxian. Va néixer durant el regnat del seu germà l'emperador Xizong de Tang.
Va tenir 19 fills i 11 filles.
Va morir el 22 de setembre de 904 als 37 anys.

### Primers anys
Quan Li Ye era un adolescent i el seu germà gran era l'emperador, algunes rebel·lions a gran escala havien causat grans destruccions a l'imperi i molts membres de la família reial van se sacrificats. Li Ye va fugir de la capital amb el seu germà. Uns anys després de fugir, finalment van ser acollits de nou a la capital, aviat va morir el seu germà gran i Li Ye, de 21 anys, va rebre el suport per ser el nou emperador.

### Imperi en declivi
Li Ye va heretar del seu pare i del seu germà un imperi en total declivi. El govern en mans dels eunucs, els aixecaments dels camperols a gran escala i els conflictes amb els senyors de la guerra. havien portat a l'imperi a la destrucció i al caos.
El primer enemic de Li Ye va ser l'eunuc més poderós anomenat Yang, que va manipular el govern central i les forces militars. Li Ye va nomenar el seu oncle per ajudar-lo a debilitar les autoritats de Yang, però aquest es va assabentar i va assassinar l'oncle de Li Ye i tota la seva família. Per una altra banda els senyors de la guerra tenien exèrcits independents, poder territorial i administratiu i només respectaven a Li Ye com a monarca nominal.
Li Ye es va convertir en un monarca titella que va ser manipulat pels senyors de la guerra. En els anys següents, va ser empresonat, pres com a ostatge, i molts prínceps reials foren assassinats. El control total del govern el tenia, el senyor de la guerra més poderós, anomenat Zhu Wen. L'emperador es va veure obligat a nomenar Zhu Wen com el ministre amb plens poders de l'Imperi Tang.
Zhu va obligar l'emperador a traslladar la capital de Chang'an (l'actual Xi'an) a la residència de Zhu a Luoyang. El 904 va assassinar l'emperador i tots els seus fills, a excepció d'un noi de 13 anys, que va ser nomenat com a Emperador Ai de Tang, fins que el van fer abdicar i Zhu es va proclamar primer emperador de la dinastia de Liang posteriors. Cinc anys més tard va ser assassinat pel seu propi fill gran, que el va succeir al tron. Per la seva part un grup de senyors de la guerra tampoc van acceptar el nou emperador i amb la força dels seus exèrcits es van convertir en regnes independents, ja que ja no tenien monarques a qui servir. Aleshores, tota la nació va entrar en una era de gran separació i caos, amb un període definit com de les Cinc Dinasties i deu Regnes (907-979).